# Faurea lucida
Faurea lucida är en tvåhjärtbladig växtart som beskrevs av De Wild.. Faurea lucida ingår i släktet Faurea och familjen Proteaceae. Inga underarter finns listade i Catalogue of Life.